# Eduarda Ribera
Eduarda Westemaier Ribera (* 21. November 2004 in Jundiaí) ist eine brasilianische Skilangläuferin und Biathletin.

## Karriere
Ribera gab ihr internationales Renndebüt bei einem Rollski-Rennen in São Carlos am 25. Juli 2019. Ihr erstes internationales Großereignis bestritt sie im darauffolgenden Jahr mit den Olympischen Jugend-Winterspielen in Lausanne. Dort erreichte sie als bestes Ergebnis den 72. Platz im Sprint.
In den darauffolgenden Jahren startete Ribera hauptsächlich bei kontinentalen Rennen in Europa im Winter sowie bei Rollski-Rennen in Südamerika im Sommer.
2022 konnte sie sich erstmals für die Olympischen Winterspiele qualifizieren. Gemeinsam mit Jaqueline Mourão belegte sie den 23. Platz im Teamsprint als beste Platzierung.
In der Saison 2024/25 startete Ribera erstmals im Biathlon, hauptsächlich im IBU-Cup sowie im IBU-Junior-Cup. Bei den Biathlon-Juniorenweltmeisterschaften in Östersund belegte sie Rang 27 in der 4 × 6 km Mixed Staffel sowie Platz 77 im Sprint.

## Erfolge

### Skilanglauf

#### Olympische Winterspiele
- Peking 2022: 23. Teamsprint, 87. Sprint Freistil, 89. 10 km klassisch

#### Weltmeisterschaften
- Planica 2023: 88. Sprint klassisch, 88. 10 km Freistil
- Trondheim 2025: 18. 4 × 7,5 km Staffel, 68. Sprint Freistil, 79. 10 km klassisch

#### U23-Weltmeisterschaften
- Schilpario 2025: 52. 20 km Massenstart klassisch, 55. Sprint klassisch, DNF 10 km Freistil

#### Juniorenweltmeisterschaften
- Planica 2024: 58. Sprint Freistil, 72. 10 km klassisch, 20 km Massenstart Freistil

#### Olympische Jugend-Winterspiele
- Lausanne 2020: 72. Sprint Freistil, 73. Cross Freistil, DNS 5 km klassisch

#### Weitere Erfolge
- 7 Platzierungen unter den besten 10

### Biathlon

#### Juniorenweltmeisterschaften
- Östersund 2025: 27. 4 × 6 km Mixed Staffel, 77. Sprint

#### Sommerjuniorenweltmeisterschaften
- Otepää 2024: 35. Verfolgung, 41. Sprint, DNQ Super Sprint